# Genoma do cavalo

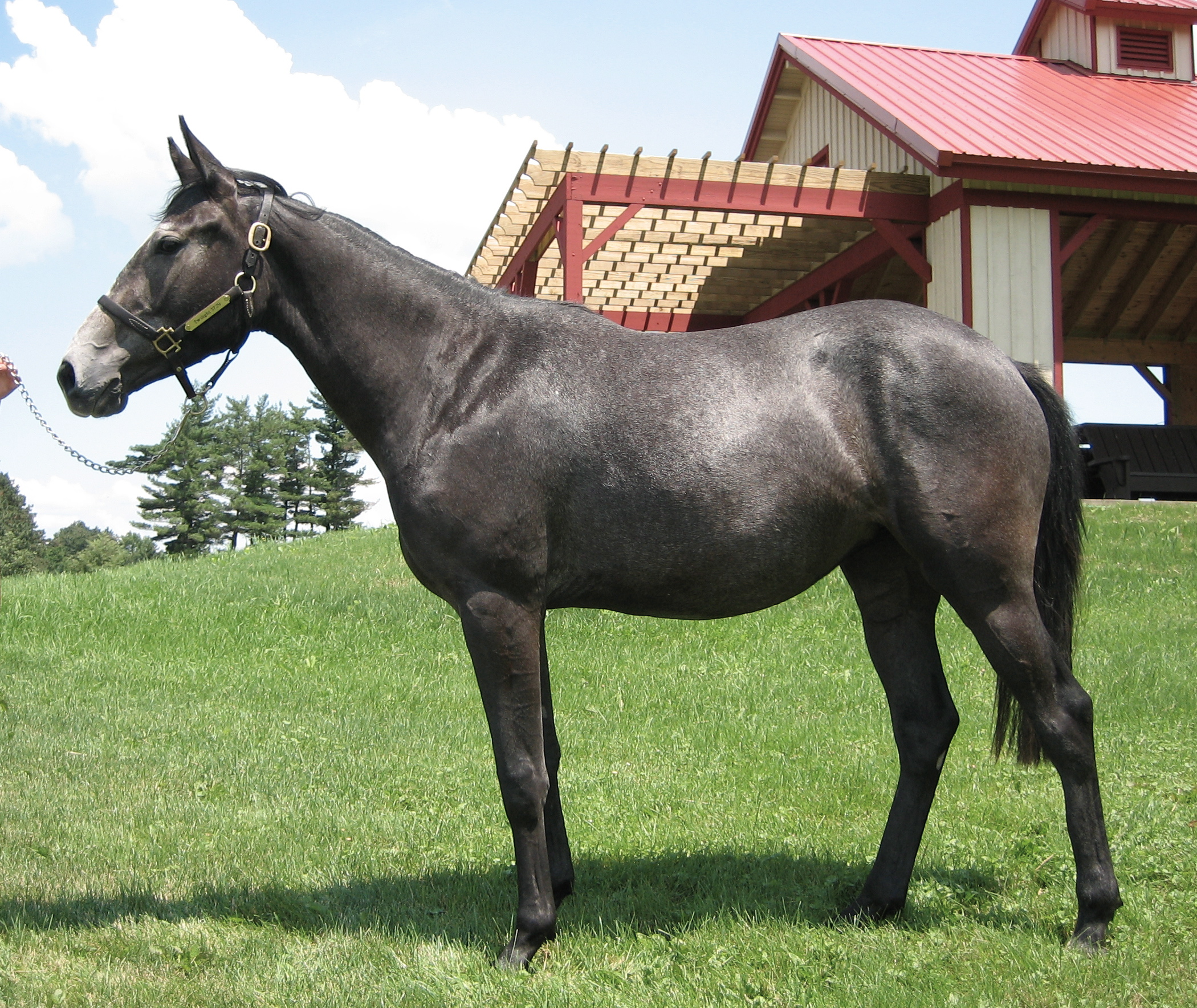
Twilight, a égua puro-sangue inglês que foi o primeiro cavalo a ter seu genoma completamente sequenciado.

O genoma do cavalo foi sequenciado pela primeira vez em 2006. O Projeto Genoma do cavalo mapeou 2,7 bilhões de pares de bases de DNA, e em 2009 publicou um mapa completo contendo essas informações. O genoma do cavalo é maior que o genoma do cão, mas menor que o genoma humano ou o genoma bovino. Ele abrange 31 autossomos e dois cromossomos sexuais.
Como cavalos compartilham mais de 90 doenças hereditárias semelhantes às encontradas em humanos, o sequenciamento do genoma do cavalo tem potenciais aplicações para equinos e para a saúde humana. Além disso, quase a metade dos cromossomos do genoma do cavalo apresenta sintenia conservada com um cromossoma humano, muito mais do que entre cães e seres humanos. Este alto grau de sintenia conservada pode ajudar pesquisadores a compreenderem questões de ambas as espécies. Além disso, o mapeamento do genoma do cavalo também pode auxiliar no desenvolvimento de microarranjos de DNA para melhorar questões como o tratamento de doenças pulmonares, reprodução, e imunologia. Essa pesquisa também tem contribuído para o desenvolvimento de centrômeros.
O projeto custou US$15 milhões, que foram fornecidos pelo National Human Genome Research Institute (NHGRI) dos Institutos Nacionais de Saúde (NIH) dos Estados Unidos, pela Fundação Dorothy Russell Havemeyer, pela Morris Animal Foundation, pela Volkswagen Stiftung da Alemanha e pelo Programmi di Ricerca Scientifica di Rilevante Interesse Nazionale da Itália.
O primeiro cavalo a ter seu genoma completamente sequenciado, em 2006-2007, foi uma égua puro-sangue inglês chamada Twilight, doada pela Universidade Cornell. Outras raças que contribuíram para o mapa inicial de variação genética do cavalo incluem as raças akhal-teke, andaluz, árabe, islandês, quarto de milha, standardbred, belga, hanoveriana, hokkaido e fiorde. Isso permitiu a criação de um catálogo de mais de um milhão de polimorfismos de nucleotídeo único (SNP), que permitem comparar a variação genética dentro e entre diferentes raças de cavalo.

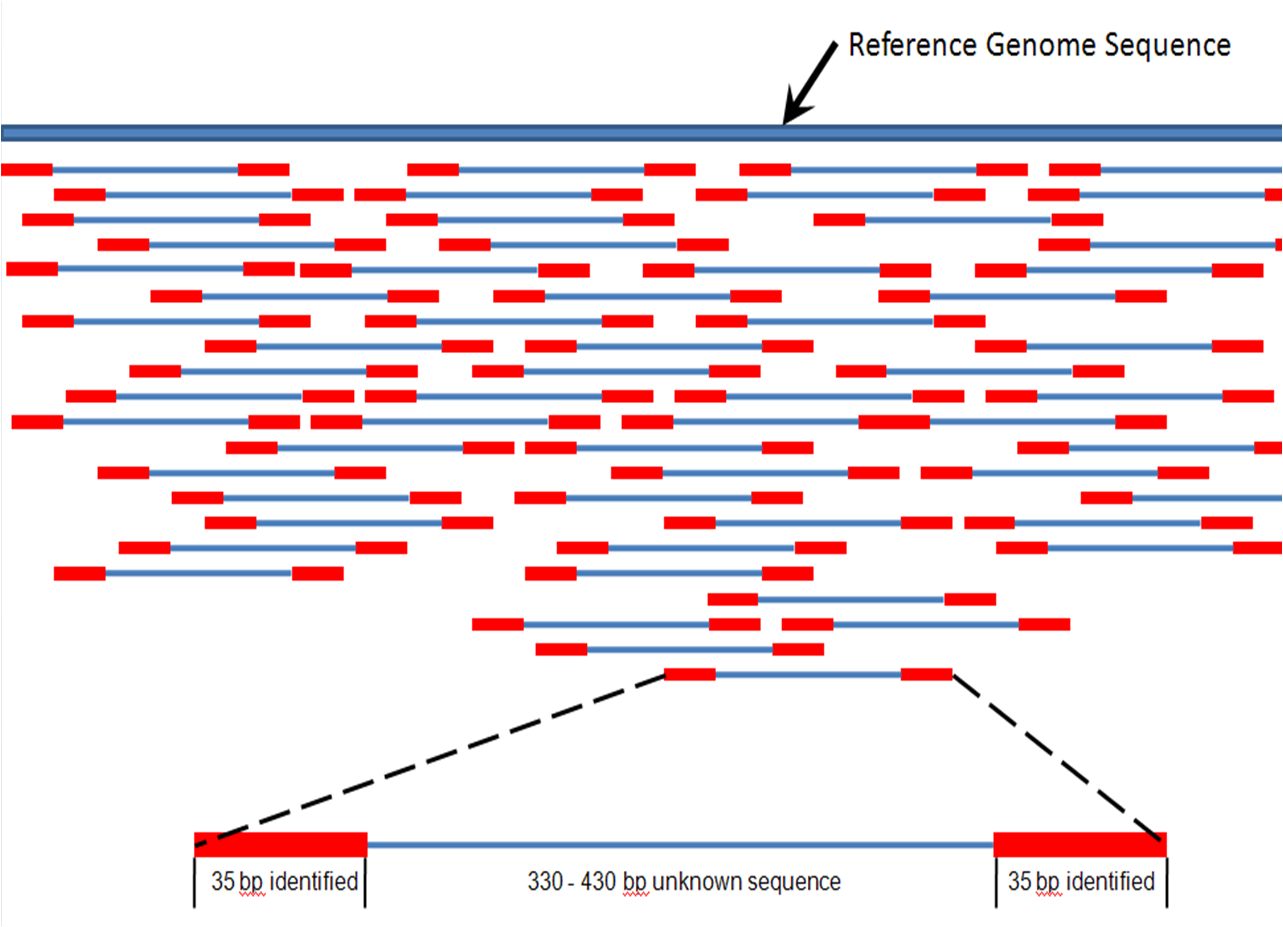
Exemplo da próxima geração de sequenciamento de DNA.

Em 2012, um segundo cavalo teve seu genoma totalmente sequenciado pela Texas A&M University, uma égua quarto-de-milha de dezoito anos de idade chamada Sugar. O genoma de Sugar, sequenciado com novas técnicas, possui 3 milhões de variantes genéticas em relação do genoma de Twilight, nomeadamente em genes que regulam a percepção sensorial, a transdução de sinais e a imunidade do animal. Atualmente, pesquisadores encontram-se em processo de sequenciamento do genoma de outros sete cavalos. Um objetivo adicional de sequenciamento é melhor compreender a base genética de doenças e de determinados traços distintivos individuais cavalos e raças, a fim de melhor prever e administrar cuidados de saúde a cavalos.
Um resultado do mapeamento do genoma do cavalo foi localizar a mutação que cria o chamado Leopard complex (Lp), que se encontra na origem de determinadas pelagens observadas em raças tais como o Appaloosa. Cavalos homozigotos para o gene Lp também apresentam maior risco de nictalopia. Estudos de 2008 e 2010 indicaram que ambos a nictalopia e o Leopard complex estão ligados ao gene TRPM1. Como este transtorno também aflige os seres humanos, um pesquisador afirmou à época que estudos desse tipo "demonstram a utilidade do cavalo para mapeamento genético de doenças."
Em 2012, pesquisadores da Universidade de Copenhagen usaram sequenciamento de DNA do tipo NEXTGEN para sequenciar quatro cavalos domesticados modernos de diferentes raças, um cavalo de Przewalski e um asno, comparando o DNA desses animais ao DNA de três fósseis de cavalos datados de entre 13.000 e 50.000 anos atrás. Como o cavalo só foi domesticado entre 4.000 e 3.500 a.C, esta pesquisa buscou "identificar o ponto de partida da seleção do cavalo e o material genético que nossos antepassados tinham disponível para essa seleção".